# دول نووية

الدول التي تمتلك أسلحة نووية
الدول التي تمتلك أسلحة نووية طبقا لمعاهدة الحد من انتشار الأسلحة النووية (الصين وفرنسا وروسيا والمملكة المتحدة والولايات المتحدة)
الدول التي أعلنت عن امتلاكها أسلحة نووية (الهند وكوريا الشمالية وباكستان)
الدول التي يفترض أنها تمتلك أسلحة نووية (إسرائيل)
الدول الأعضاء في حلف شمال الأطلسي أو منظمة معاهدة الأمن الجماعي ويتشاركون في الأسلحة النووية (بلجيكا وألمانيا وإيطاليا وهولندا وتركيا وبيلاروس)
الدول التي كانت لديها أسلحة نووية (وجنوب إفريقيا وأوكرانيا)

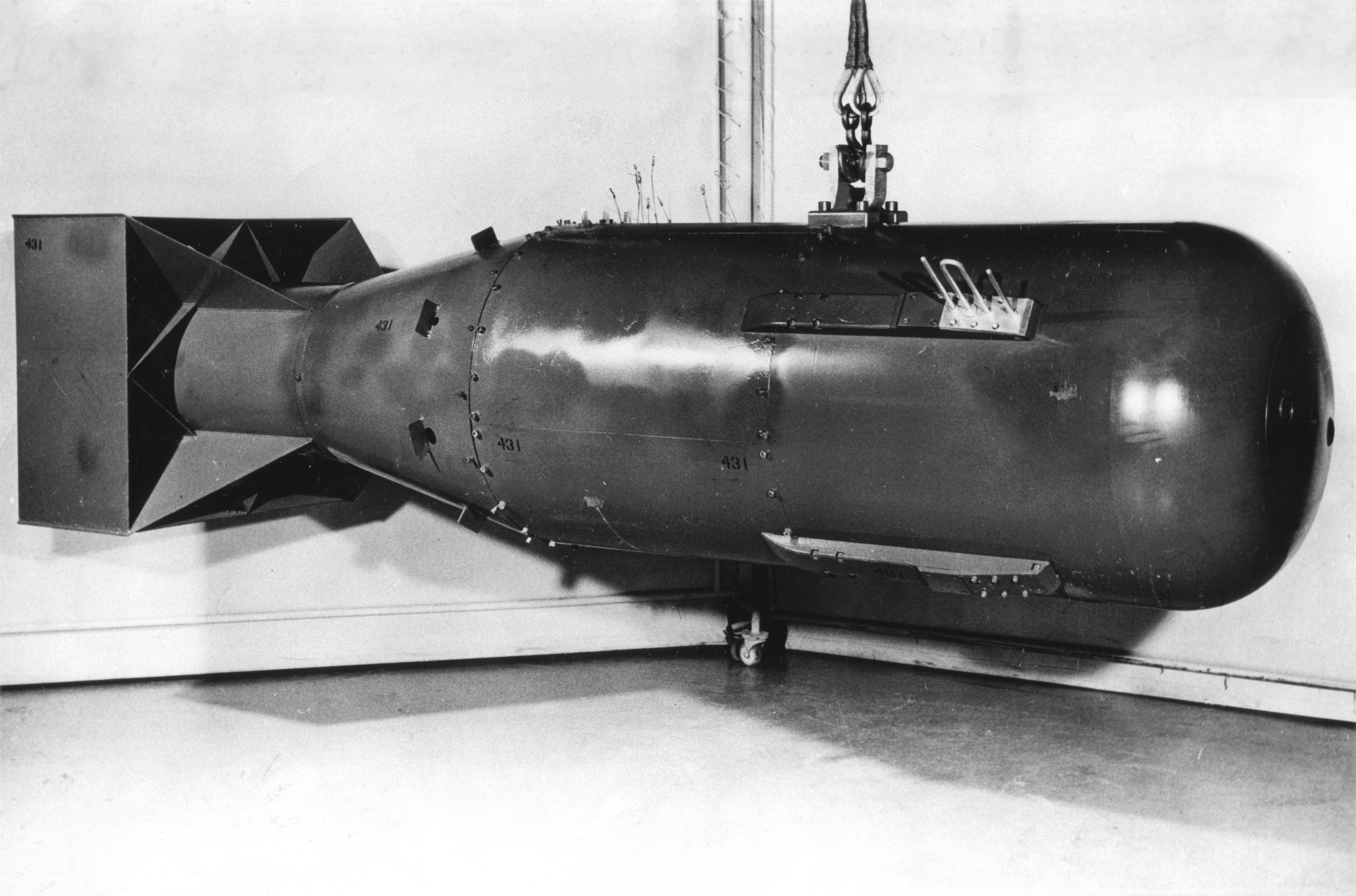
صورة لنموذج بالحجم الطبيعي لسلاح الولد الصغير النووي الذي أسقط على هيروشيما، اليابان في أغسطس 1945. وهي أول صورة للقنبلة نشرتها حكومة الولايات المتحدة بعد رفع السرية عنها في عام 1960.

أعلنت ثماني دول ذات سيادة علنًا عن إجراء تفجير ناجح لأسلحة نووية. منها خمس دول تعتبر من الدول الحائزة للأسلحة النووية بموجب شروط معاهدة الحد من انتشار الأسلحة النووية. حصلت هذه الدول على الأسلحة النووية بالترتيب التالي: الولايات المتحدة وروسيا (الاتحاد السوفيتي سابقًا) والمملكة المتحدة وفرنسا والصين.
ما إن أسست الولايات المتحدة الأمريكية النادي الذري، حتى استبقت إليه الدول المتقدمة. فدخله الاتحاد السوفيتي في سبتمبر 1949 إثر تفجيره قنبلته الذرية الأولى في صحراء سيبيريا. وتلته بريطانيا في أكتوبر عام 1952 بعد نجاحها في تجربة قنبلتها الذرية الأولى في صحراء أستراليا. وأعقبتهما فرنسا في عام 1960 حينما نجحت تجربتها الذرية الأولى في صحراء الجزائر ولحقت بها الصين في أكتوبر 1964، وانضمت إليهم الهند وباكستان بعد ذلك.
ومنذ دخول معاهدة الحد من انتشار الأسلحة النووية حيز التنفيذ في عام 1970، أجرت ثلاث دول لم تكن أطرافًا في المعاهدة تجارب نووية علنية وهي الهند وباكستان وكوريا الشمالية. كانت كوريا الشمالية طرفًا في معاهدة حظر الانتشار النووي لكنها انسحبت منها في عام 2003.
من المعروف بشكل عام أيضًا أن إسرائيل تمتلك أسلحة نووية، لكنها لا تعترف بذلك وتتبع سياسة الغموض المتعمد، ولا يُعرف بشكل قاطع ما إذا كانت قد أجرت تجربة نووية. يُقدر أن إسرائيل تمتلك في مكان ما بين 75 و 400 رأس نووي. أحد الدوافع المحتملة لسياسة الغموض النووي التي تنتهجها إسرائيل هو الردع بأقل تكلفة سياسية.
الدول التي كانت تمتلك أسلحة نووية سابقًا هي جنوب إفريقيا (أسلحة نووية مطورة لكنها فككت ترسانتها قبل الانضمام إلى معاهدة حظر الانتشار النووي)، وجمهوريات الاتحاد السوفيتي السابق مثل بيلاروسيا وكازاخستان وأوكرانيا التي أعادت أسلحتها إلى روسيا.
يذكر اتحاد العلماء الأمريكيين وجود ما يقرب من 3880 رأسًا نوويًا نشطًا و12,119 رأسًا نوويًا إجماليًا في العالم في عام 2024. قدر معهد ستوكهولم الدولي لأبحاث السلام في عام 2023 أن إجمالي عدد الرؤوس الحربية النووية في العالم وصلت إلى 12512، ما يقرب من 9576 رأس منها محتفظ بها في المخازن العسكرية و3844 رأس محمول على الصواريخ، و2000 رأس حربي، معظمها من روسيا والولايات المتحدة، مجهزة للإنذارات النووية العالية.

## الإحصائيات وتكوين القوة
فيما يلي قائمة بالدول التي اعترفت بامتلاك أسلحة نووية أو يُفترض أنها تمتلكها والعدد التقريبي للرؤوس الحربية الخاضعة لسيطرتها والسنة التي اختبرت فيها سلاحها الأول وتكوين قوتها. تُعرف هذه القائمة بشكل غير رسمي في السياسة العالمية باسم «النادي النووي». باستثناء روسيا والولايات المتحدة (اللتين أخضعتا أسلحتهما النووية لتحقيق مستقل بموجب معاهدات مختلفة) فإن هذه الأرقام هي تقديرات، وفي بعض الحالات تقديرات غير موثوقة تمامًا. بموجب معاهدة تخفيض الأسلحة الهجومية الاستراتيجية لا يزال هناك الآلاف من الرؤوس الحربية النووية الروسية والأمريكية على وجه الخصوص غير نشطة في المخازن وبانتظار المعالجة. المواد الانشطارية الموجودة في الرؤوس الحربية يمكن إعادة تدويرها لاستخدامها في المفاعلات النووية.
هناك ما يقرب من 3880 رأسًا نوويًا نشطًا و12119 رأسًا نوويًا إجماليًا في العالم في عام 2024، انخفاضا من أعلى عدد للرؤوس النووية في عام 1986 والذي بلغ 70300 رأس نووي. العديد من هذه الأسلحة التي أُخرجت من الخدمة، ببساطة خُزنت أو فُككت جزئيًا ولم تدمر بشكل كلي.
ومن الجدير بالذكر أيضًا أنه منذ فجر العصر الذري، طورت معظم الدول الحائزة للأسلحة النووية طرق التسليم، فبينما اتجهت بعض الدول نحو الثالوث النووي، قررت دول أخرى تسليم هذه الأسلحة إلى الغواصات المتمركزة في البحر.
| الدولة           | الرؤوس النووية | الرؤوس النووية   | التجربة الأولى                  | التجربة الأولى                                | حالة معاهدة الحد من انتشار الأسلحة النووية | حالة معاهدة الحظر الشامل للتجارب النووية                       | طريقة إطلاق السلاح | طريقة إطلاق السلاح | طريقة إطلاق السلاح | طريقة إطلاق السلاح                                   | عدد التجارب النووية |
| الدولة           | المجموع        | الأسلحة المنشورة | التاريخ                         | الموقع                                        | حالة معاهدة الحد من انتشار الأسلحة النووية | حالة معاهدة الحظر الشامل للتجارب النووية                       | البحر              | جو                 | أرض                | ملاحظات                                              | عدد التجارب النووية |
| ---------------- | -------------- | ---------------- | ------------------------------- | --------------------------------------------- | ------------------------------------------ | -------------------------------------------------------------- | ------------------ | ------------------ | ------------------ | ---------------------------------------------------- | ------------------- |
| الولايات المتحدة | 5,044          | 1,770            | 16 يوليو 1945 (ترينيتي)         | ألاموغوردو                                    | عضو                                        | موقع                                                           |                    |                    |                    | الثالوث الأمريكي                                     | 1,030               |
| روسيا            | 5,580          | 1,710            | 29 أغسطس 1949 (إر ده إس - 1)    | سيماي، جمهورية كازاخستان الاشتراكية السوفيتية | عضو                                        | موقع (صدقت روسيا على المعاهدة لكن ألغت التصديق عليها فيما بعد) |                    |                    |                    | الثالوث الروسي                                       | 715                 |
| المملكة المتحدة  | 225            | 120              | 3 أكتوبر 1952 (عملية الإعصار)   | جزر مونتيبيلو، أستراليا                       | عضو                                        | مُصدق                                                           |                    |                    |                    | برنامج ترايدنت النووي                                | 45                  |
| فرنسا            | 290            | 280              | 13 فبراير 1960 (الجربوع الأزرق) | رقان، الجزائر الفرنسية                        | عضو                                        | مُصدق                                                           |                    |                    |                    | غواصة من فئة تريومفانت [الإنجليزية]، الثالوث الفرنسي | 210                 |
| الصين            | 500            | 24               | 16 أكتوبر 1964 (مشروع 596)      | بحيرة لوب نور، سنجان                          | عضو                                        | موقع                                                           |                    |                    |                    | الثالوث الصيني                                       | 45                  |
| باكستان          | 170            | 0                | 28 مايو 1998 (شاغاي-1)          | تلال رأس كوه، بلوشستان                        | ليست عضو                                   | لم توقع                                                        |                    |                    |                    | الثالوث الباكستاني                                   | 2                   |
| الهند            | 172            | 0                | 18 مايو 1974 (بوذا المبتسم)     | بوخران، راجستان                               | ليست عضو                                   | لم توقع                                                        |                    |                    |                    | الثالوث الهندي                                       | 4                   |
| كوريا الشمالية   | 50             | 0                | 9 أكتوبر 2006 ‏                  | كيلجو [الإنجليزية]، هامغيونغ الشمالية         | انسحبت من المعاهدة                         | لم توقع                                                        |                    |                    |                    | كوريا الشمالية                                       | 6                   |
| إسرائيل          | 90             | 0                | 1960-1979                       | غير معروف                                     | ليست عضوًا                                  | موقع                                                           |                    |                    |                    | الثالوث الإسرائيلي المتوقع                           | مجهول               |

نسبة امتلاك الدول النووية من إجمالي عدد الرؤوس النووية.

## الدول التي تحوز أسلحة نووية معترف بها
هذه الدول الخمس تمتلك أسلحة نووية بموجب معاهدة عدم انتشار الأسلحة النووية، كونها اختبرت أسلحتها النووية قبل 1 يناير 1967. كما أن هذه الدول أعضاء دائمين في مجلس الأمن التابع للأمم المتحدة ولديهم بحق النقض (الفيتو) على قرارات مجلس الأمن الدولي.

### الولايات المتحدة

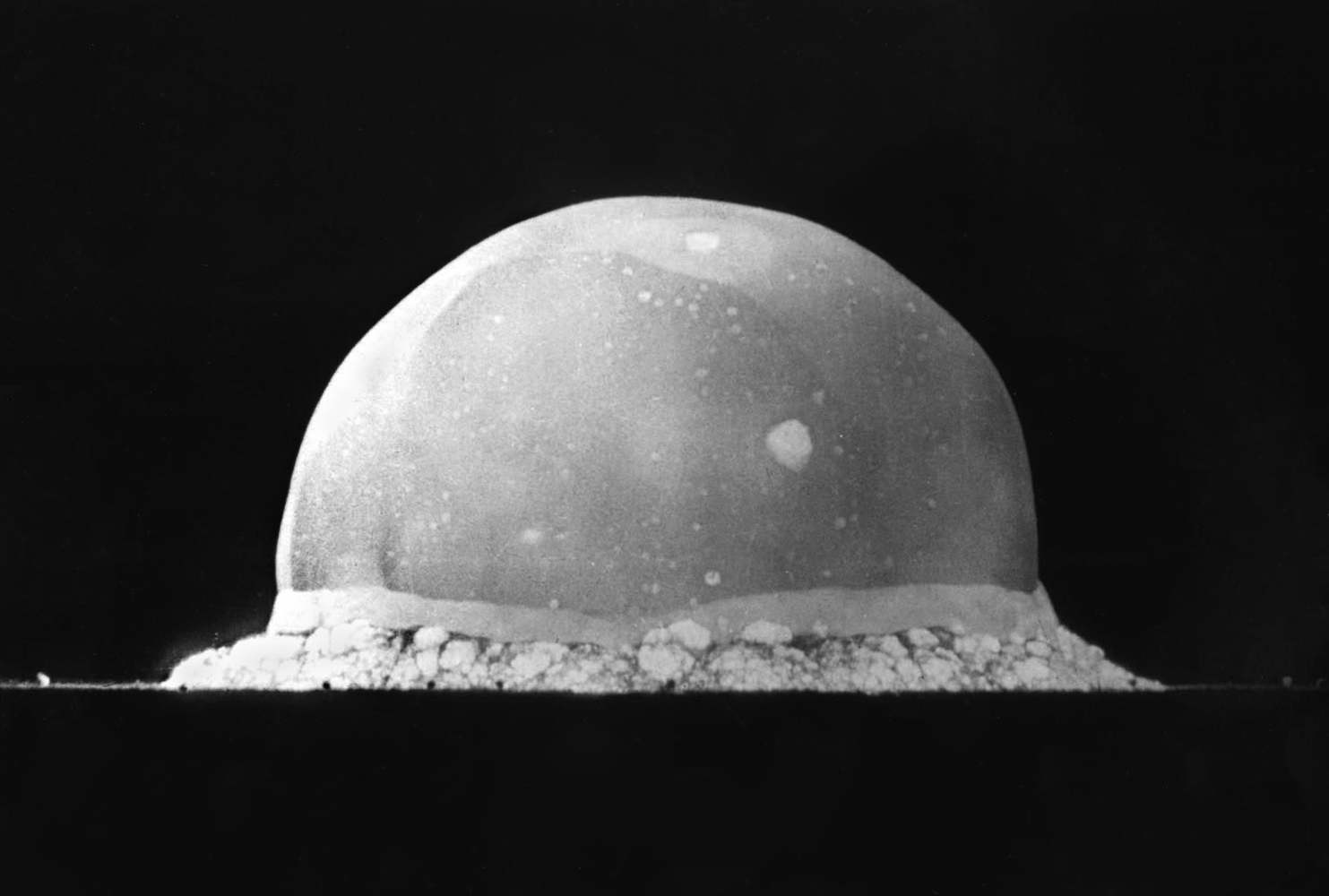
صورة لكرة من اللهب لأول انفجار نووي عام 1945 المسمى (ترينيتي) في الثواني الأولى للانفجار.

طورت الولايات المتحدة أول الأسلحة النووية خلال الحرب العالمية الثانية بالتعاون مع المملكة المتحدة وكندا في مشروع مانهاتن، خوفًا من أن تقوم ألمانيا النازية بتطويرها أولاً. اختبرت الولايات المتحدة أول سلاح نووي (المسمى ترينيتي) في 16 يوليو 1945 في الساعة 5:30 صباحًا، وهي الدولة الوحيدة في العالم التي استخدمت الأسلحة النووية في الحرب حيث دمرت بها مدينتي هيروشيما وناغازاكي اليابانيتين. يقال إن نفقات هذا المشروع بلغت حتى 1 أكتوبر 1945 ما بين 1.845 - 2 مليار دولار بالقيمة الاسمية، أي ما يعادل 0.8 في المائة من الناتج المحلي الإجمالي للولايات المتحدة في عام 1945 أو ما يعادل حوالي 29 مليار دولار في عام 2020.
كانت الولايات المتحدة أيضا هي أول دولة تطور القنبلة الهيدروجينية واختبرت نموذجًا أوليًا تجريبيًا في عام 1952 (المسمى آيفي مايك) وسلاحًا قابلًا للنشر في عام 1954 (المسمى قلعة برافو). استمرت الولايات المتحدة في تحديث وتوسيع ترسانتها النووية طوال الحرب الباردة، ولكن منذ عام 1992 فصاعدًا شاركت بشكل أساسي في برنامج الإشراف على المخزون. احتوت الترسانة النووية الأمريكية على 31,175 رأسًا حربيًا في ذروة الحرب الباردة عام 1966. قامت الولايات المتحدة خلال الحرب الباردة ببناء ما يقارب من 70,000 رأس نووي أي أكثر من جميع الدول الأخرى الحائزة للأسلحة النووية مجتمعة.

### روسيا (الاتحاد السوفيتي سابقًا)

رسم بياني يوضح حجم الترسانة النووية الأمريكية والروسية (السوفيتية) في أعوام 1945–2014

اختبر الاتحاد السوفيتي سلاحه النووي الأول (المسمى إر ده إس - 1) في عام 1949. وقد تطور هذا المشروع القصير زمنيًا بمعلومات تم الحصول عليها عن طريق التجسس أثناء وبعد الحرب العالمية الثانية. كان الاتحاد السوفيتي ثاني دولة طورت واختبرت سلاحًا نوويًا، وكان الدافع المباشر لتطوير الأسلحة السوفيتية هو تحقيق توازن القوى خلال الحرب الباردة. اختبر الاتحاد السوفيتي أول قنبلة هيدروجينية في عام 1955 وكانت ذات قوة تعادل ميغا طن (آر دي إس -37 [الإنجليزية])، كما اختبر الاتحاد السوفيتي أقوى متفجر تم تفجيره على الإطلاق بواسطة البشر وهو (قنبلة القيصر) بقدرة 100 ميغا طن، تم تقليله عمداً إلى 50 عند تفجيرها. بعد تفكك الاتحاد السوفياتي في عام 1991، أصبحت الأسلحة السوفيتية رسميًا في حيازة الاتحاد الروسي. احتوت الترسانة النووية السوفيتية على حوالي 45,000 رأس حربي في ذروتها عام 1986؛ قام الاتحاد السوفيتي ببناء حوالي 55,000 رأس نووي منذ عام 1949.

### المملكة المتحدة

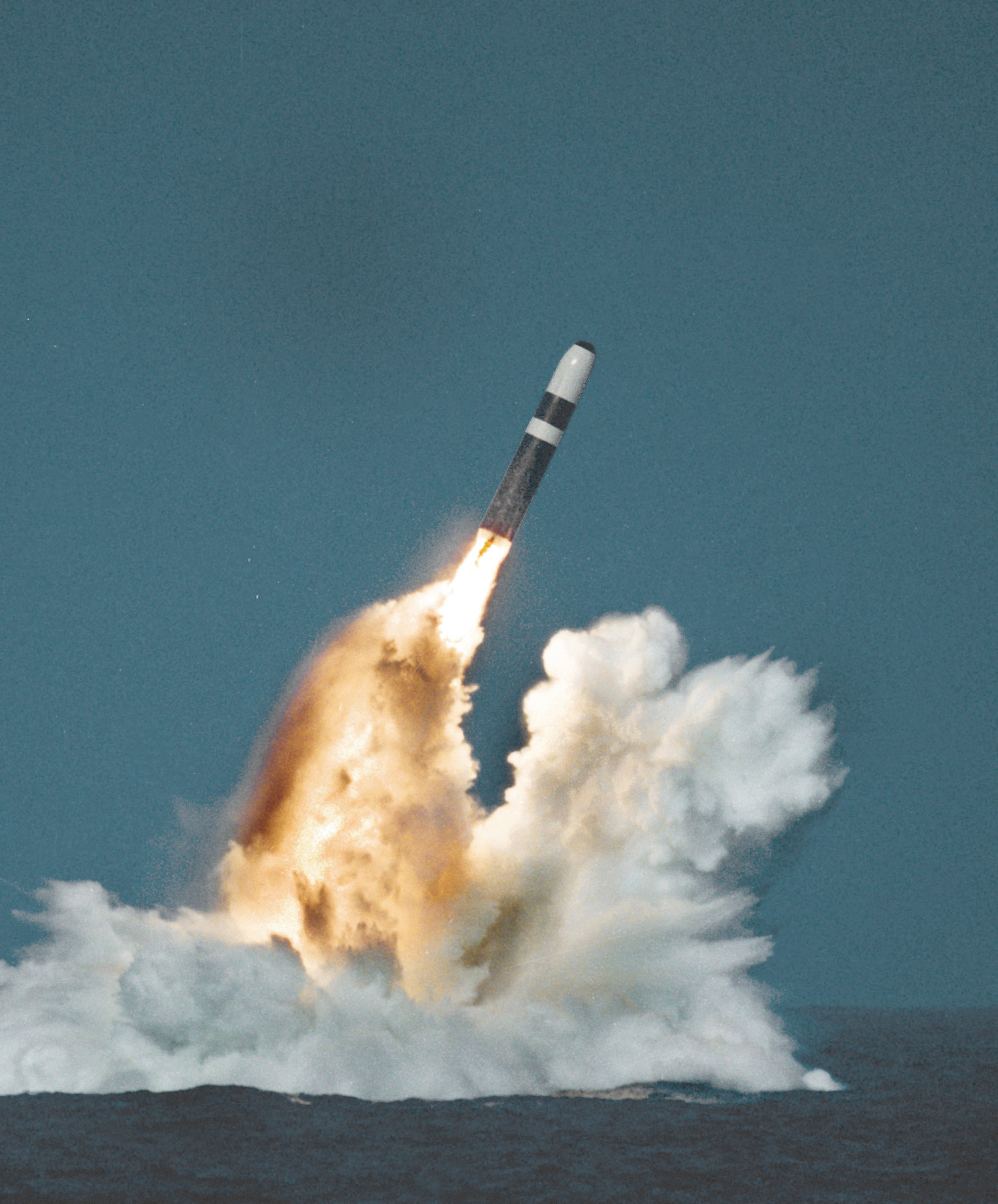
أطلق صاروخ ترايدنت من غواصة الصواريخ الباليستية من طراز فانجارد التابعة للبحرية الملكية

اختبرت المملكة المتحدة أول سلاح نووي لها (بعملية تسمى الإعصار) في عام 1952. قدمت المملكة المتحدة زخمًا كبيرًا وأبحاثًا أولية للتصور المبكر للقنبلة الذرية بمساعدة علماء الفيزياء النمساويين والألمان والبولنديين العاملين في الجامعات البريطانية والذين هربوا أو قرروا عدم العودة إلى ألمانيا النازية أو الأراضي التي يسيطر عليها النازيون. تعاونت المملكة المتحدة بشكل وثيق مع الولايات المتحدة وكندا خلال مشروع مانهاتن، ومع تزايد السرية الأمريكية بعد عام 1945 على برامج واختبارات الأسلحة النووية كان على المملكة المتحدة تطوير طريقتها الخاصة لتصنيع وتفجير قنبلة. المملكة المتحدة هي ثالث دولة في العالم بعد الولايات المتحدة والاتحاد السوفياتي تطور وتختبر سلاح نووي. كان برنامجها مدفوعًا بامتلاك رادع مستقل ضد الاتحاد السوفيتي، مع الحفاظ أيضًا على مكانتها كقوة عظمى. اختبرت المملكة المتحدة أول قنبلة هيدروجينية في عام 1957 (بعملية تسمى المرساة)، مما جعلها ثالث دولة تفعل ذلك بعد الولايات المتحدة والاتحاد السوفيتي.
احتفظت المملكة المتحدة خلال الحرب الباردة بأسطول من قاذفات القنابل الاستراتيجية من طراز V وغواصات الصواريخ الباليستية (SSBNs) المجهزة بأسلحة نووية، وتملك اليوم أسطول مكون من أربع غواصات صواريخ باليستية من طراز فانجارد مجهزة بصواريخ ترايدنت 2 [الإنجليزية]. في عام 2016، صوت مجلس العموم البريطاني على استبدال نظام الأسلحة النووية البريطاني لغواصات فانجارد بنظام غواصات آخر من طراز Dreadnought دون تحديد موعد لبدء استبدال النظام القديم أو تشغيل النظام الجديد.

### فرنسا

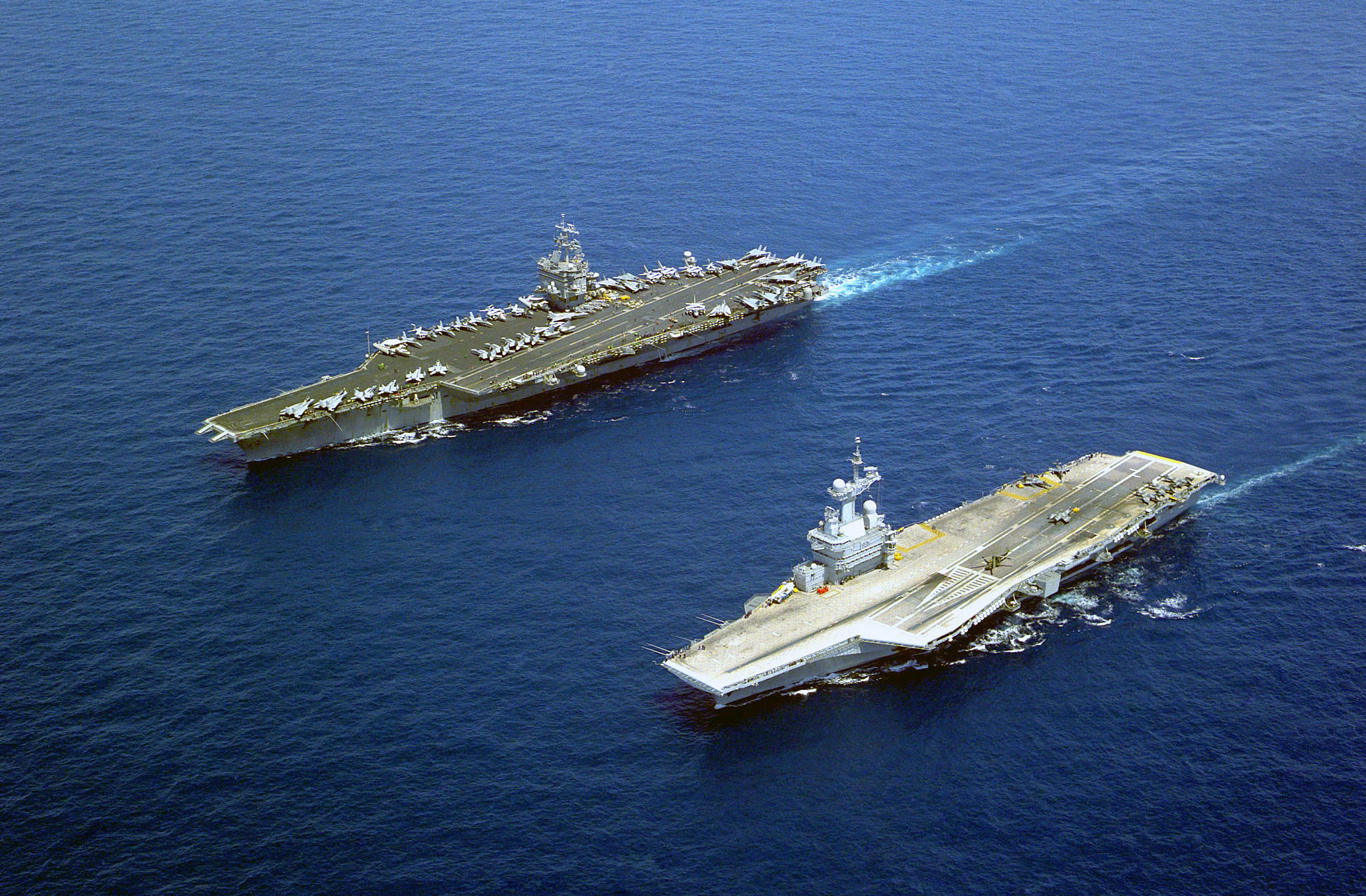
حاملة الطائرات الأمريكية التي تعمل بالطاقة النووية يو إس إس إنتربرايز (يسار) وحاملة الطائرات الفرنسية التي تعمل بالطاقة النووية شارل ديغول (يمين) وكل منهما تحمل طائرات حربية ذات قدرات نووية

اختبرت فرنسا أول سلاح نووي لها في عام 1960 (بعملية تسمى الجربوع الأزرق) بناءً على أبحاثها الخاصة. كان الدافع وراء هذا الاختبار هو التوتر الدبلوماسي الذي نتج عن أزمة السويس فيما يتعلق بكل من الاتحاد السوفيتي وحلفائه والولايات المتحدة والمملكة المتحدة. رأت فرنسا أيضًا أنه من المناسب لها أن تحافظ على وضعها كقوة عظمى إلى جانب المملكة المتحدة خلال الحرب الباردة التي أعقبت الاستعمار. اختبرت فرنسا أول قنبلة هيدروجينية في عام 1968 (بعملية تسمى كانوب). بعد الحرب الباردة نزعت فرنسا سلاح 175 رأسًا حربيًا وقلصت وحدثت ترسانتها النووية التي تطورت اليوم إلى نظام مزدوج يعتمد على الصواريخ الباليستية التي تُطلق من الغواصات (SLBMs) وصواريخ جو - أرض متوسطة المدى (مقاتلة رافال- قاذفات القنابل). ومع ذلك يجري تطوير أسلحة نووية جديدة، والعديد من الطيارين الفرنسيين تلقوا تدريبًا على قيادة أسراب الطائرات النووية التي تم إصلاحها في أفغانستان أثناء عملية الحرية الدائمة. [بحاجة لمصدر]

مقارنة بين عدد الرؤوس الحربية النووية التي امتلكتها الولايات المتحدة والاتحاد السوفيتي (روسيا) في الفترة من عام 1950-2010.

انضمت فرنسا إلى معاهدة حظر انتشار الأسلحة النووية في عام 1992. وفي يناير 2006 صرح الرئيس الفرنسي جاك شيراك بأن أي عمل إرهابي أو استخدام أسلحة الدمار الشامل ضد فرنسا سيؤدي إلى قيام فرنسا بهجوم نووي مضاد. في فبراير 2015 شدد الرئيس الفرنسي فرانسوا هولاند إلى الحاجة إلى رادع نووي في هذا «العالم الخطير» كما وصفه، وصرح بأن الرادع النووي الفرنسي يضم أقل من 300 رأس نووي وثلاث مجموعات في كل منها 16 صاروخا باليستيا تطلق من الغواصات و 54 صاروخ جو - أرض متوسط المدى، وحث الدول الأخرى على الإعلان عن تعداد الأسلحة النووية التي تملكها وإظهار شفافية مماثلة.

### الصين

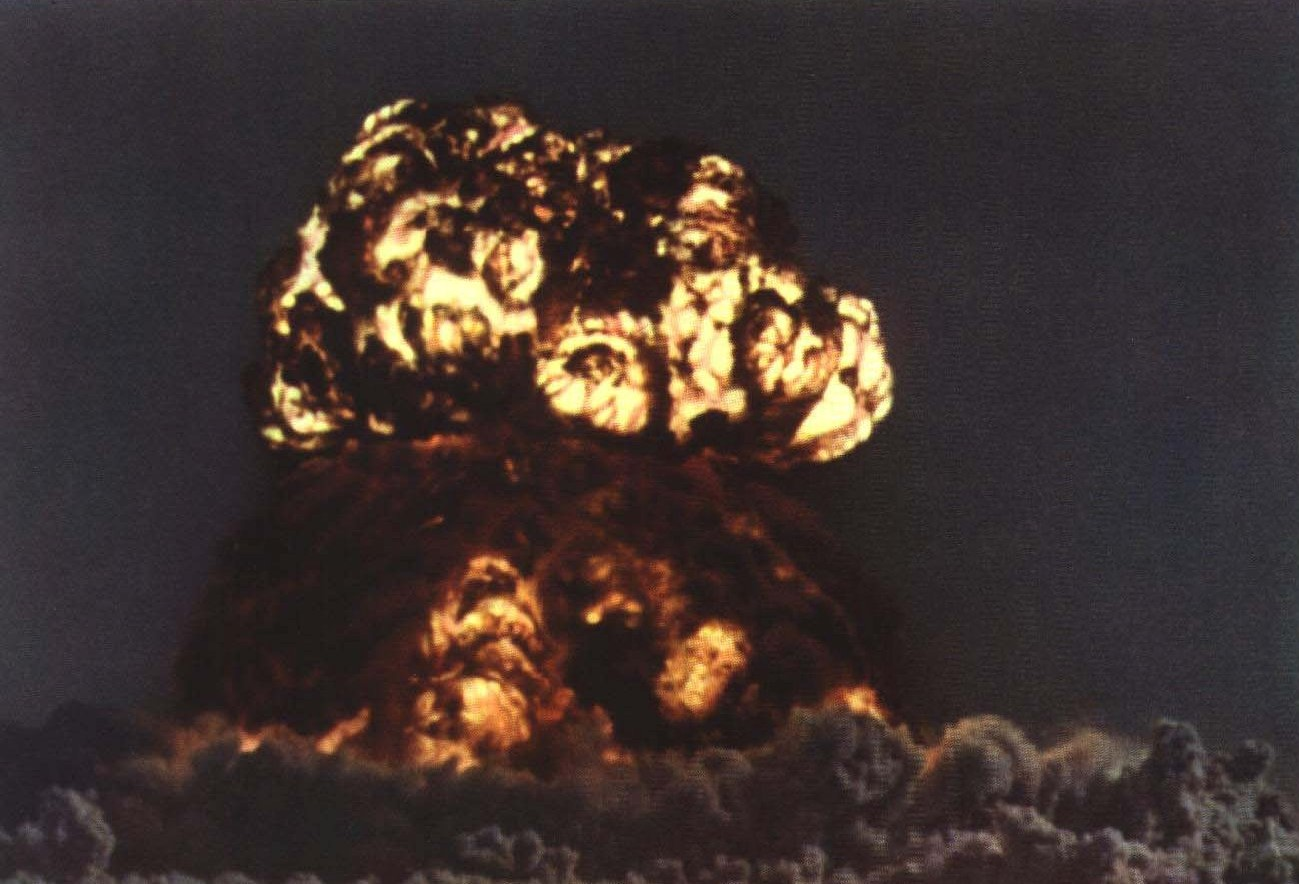
سحابة عيش الغراب التي نتجت عن قيام الصين بتفجير نووي في العملية المسماة (مشروع 596).

اختبرت الصين أول أسلحتها النووية (مشروع 596) في عام 1964 في موقع اختبار لوب نور. طورت الصين أسلحة نووية لإستخدامها كرادع ضد كل من الولايات المتحدة والاتحاد السوفيتي. بعد ذلك بعامين كان لدى الصين قنبلة انشطارية يمكن حملها على صاروخ نووي. اختبرت الصين أول قنبلة هيدروجينية لها (الاختبار رقم 6 [الإنجليزية]) في عام 1967 أي بعد 32 شهرًا من اختبارها لسلاحها النووي الأول (وهي أقصر فترة معروفة في التاريخ للتطور من الانشطار إلى الاندماج). الصين هي الدولة الوحيدة التي تمتلك أسلحة نووية ووقعت على معاهدة الحد من انتشار الأسلحة النووية وفي نفس الوقت تمنح سياسة عدم الاستخدام الأول الخاصة بها ضمانات أمنية [الإنجليزية] سلبية غير مشروطة. انضمت الصين إلى معاهدة الحد من انتشار الأسلحة النووية في عام 1992. واعتبارًا من عام 2016 أرسلت الصين صواريخ باليستية قصيرة المدى على متن غواصاتها من طراز JL-2. قُدر المخزون النووي الصيني بحوالي 500 رأس في فبراير 2024.
يذكر معهد ستوكهولم الدولي لأبحاث السلام أن الصين في منتصف عملية تحديث وتوسيع كبيرة لترسانتها النووية، ومن المتوقع أن ينمو مخزونها في العقد المقبل، وتشير بعض التوقعات إلى أنها ستنشر على الأقل عددًا من الصواريخ الباليستية العابرة للقارات مثل روسيا أو الولايات المتحدة الأمريكية في تلك الفترة. لكن لا يزال من المتوقع أن يظل إجمالي مخزون الصين من الرؤوس الحربية النووية أصغر من مخزون الولايات المتحدة وروسيا. كشف الكتاب السنوي الذي نشره معهد ستوكهولم الدولي لأبحاث السلام عام 2023 أن مخزون الصين من الرؤوس النووية ارتفع بنسبة 17% في عام 2022 ليصل إلى 410 رؤوس حربية.
يقدر مسؤولو وزارة الدفاع الأمريكية أن الصينيين كان لديهم أكثر من 500 رأس نووي في مايو 2023 وهم في طريقهم لامتلاك 1000 سلاح نووي بحلول عام 2030.

## الدول التي أعلنت امتلاكها أسلحة نووية

### الهند

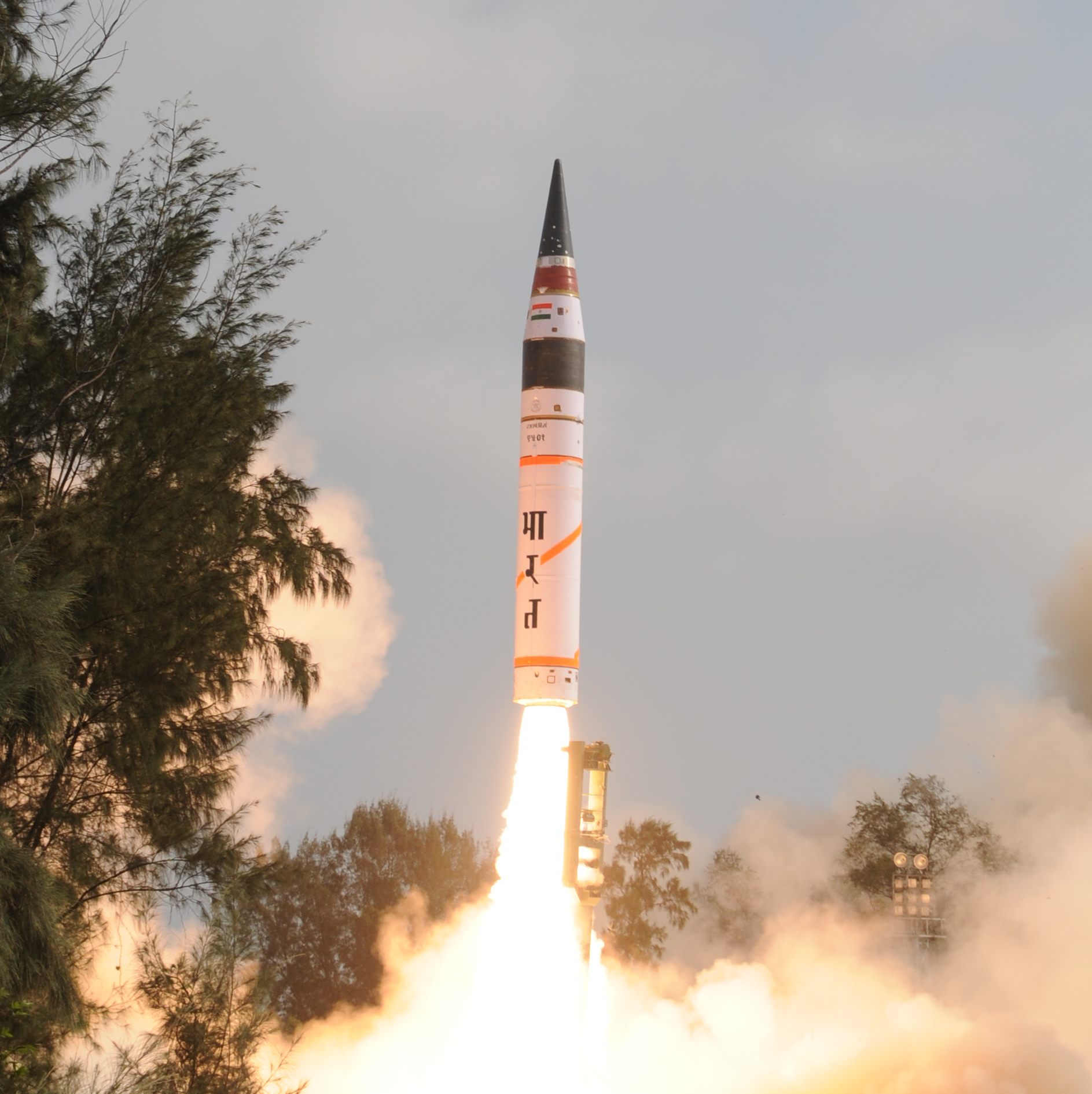
الإطلاق التجريبي الأول لصاروخ Agni-V في 19 أبريل 2012

الهند ليست طرفًا في معاهدة الحد من انتشار الأسلحة النووية. رفض المسؤولون الهنود في الستينيات معاهدة الحد من انتشار الأسلحة النووية باعتبار أنها قسمت العالم إلى فريقين: فريق يملك الأسلحة وفريق لا يملكها. وجادلت بأن هذه المعاهدة قيدت النشاط السلمي دون داعٍ (بما في ذلك المتفجرات النووية السلمية)، وأن الهند لن تنضم إلى برنامج المراقبة الدولية لمنشآتها النووية ما لم تنخرط جميع الدول الأخرى في نزع أسلحتها النووية من جانب واحد. أكدت الهند أيضًا أن معاهدة الحد من انتشار الأسلحة النووية هي من نواح كثيرة نظام استعماري جديد مصمم لحرمان دول ما بعد الاستعمار من الشعور بالأمن.
تبنت الهند سياسة «عدم الاستخدام الأول» في عام 1998، واختبرت ما يسمى بـ «التفجير النووي السلمي» في عام 1974 (والذي أصبح يُعرف باسم بوذا المبتسم). كان الاختبار هو الأول الذي تم تطويره بعد إنشاء معاهدة الحد من انتشار الأسلحة النووية، وأوجد أسئلة جديدة حول كيفية تحويل التكنولوجيا النووية المدنية سرًا إلى أغراض عسكرية (تكنولوجيا الاستخدام المزدوج). تسبب التطور السري للهند كقوة نووية في قلق وغضب كبيرين، خاصة من الدول التي قدمت مفاعلاتها النووية إلى الهند للإحتياجات السلمية وتوليد الطاقة مثل كندا. حتى بعد تجربتها النووية عام 1974، أكدت الهند أن قدرتها النووية كانت في الأساس سلمية، ولكن بين عامي 1988 و 1990 قامت على ما يبدو بتسليح عشرين سلاحًا نوويًا منقولة جوا. في عام 1998 اختبرت الهند رؤوسًا حربية نووية مسلحة (عملية شاكتي) بما في ذلك قنبلة هيدروجينية.
أعلن الرئيس الأمريكي جورج بوش ورئيس الوزراء الهندي مانموهان سينغ في يوليو 2005 عن خطط لإبرام اتفاقية نووية مدنية بين الهند والولايات المتحدة. والتي أتت ثمارها بعد سلسلة من الخطوات التي تضمنت خطة الهند المعلنة في مارس 2006 لفصل برامجها النووية المدنية عن العسكرية، وتمرير اتفاقية الطاقة النووية المدنية بين الهند والولايات المتحدة من قبل الكونجرس الأمريكي في ديسمبر 2006، وإبرام اتفاقية تعاون نووي بين الولايات المتحدة والهند في يوليو 2007، وموافقة الوكالة الدولية للطاقة الذرية على اتفاقية الضمانات الخاصة بالهند، وموافقة مجموعة الموردين النوويين على التنازل عن قيود التصدير للهند، وبلغ الاتفاق ذروته بتوقيع الولايات المتحدة والهند اتفاقية للتعاون النووي المدني في أكتوبر 2008. أعلنت وزارة الخارجية الأمريكية أن الولايات المتحدة الأمريكية لن تعترف بالهند كدولة حائزة للأسلحة النووية. فالولايات المتحدة ملزمة (بقانون هايد) مع الهند وقد توقف كل تعاون معها إذا فجرت الهند عبوة ناسفة نووية. ذكرت الولايات المتحدة أيضا إنها لا تعتزم مساعدة الهند في تصميم أو بناء أو تشغيل تقنيات نووية حساسة من خلال نقل المواد ذات الاستخدام المزدوج. ومن خلال منح الهند استثناء ذكرت مجموعة موردي المواد النووية أنها تحتفظ بالحق في التشاور معها بشأن أي صعوبات قد تنشأ في المستقبل. قُدر أن الهند لديها مخزون من حوالي 170 رأسًا حربيًا في مايو 2024.

### باكستان

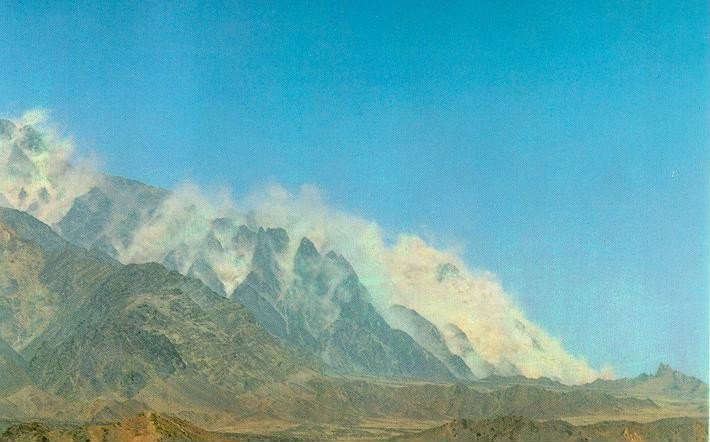
تناثر الحطام من أحد الجبال أثناء تفجير سلاح نووي تحت الأرض وهي جزء من سلسلة اختبارات شاغاي-1 الباكستانية.

باكستان ليست طرفاً في معاهدة عدم انتشار الأسلحة النووية. طورت باكستان سرًا أسلحة نووية على مدى عقود بدءًا من أواخر السبعينيات. دخلت باكستان في مجال الطاقة النووية لأول مرة بعد إنشاء أول محطة للطاقة النووية بالقرب من كراتشي بمعدات ومواد زودتها بها بشكل أساسي الدول الغربية في أوائل السبعينيات. تعهد الرئيس الباكستاني ذو الفقار علي بوتو في عام 1971 قائلا أنه إذا تمكنت الهند من امتلاك أسلحة نووية، فإن باكستان أيضًا حسب قوله: «ستطور المخزون النووي حتى لو اضطررنا إلى أكل العشب».
يُعتقد أن باكستان تمتلك أسلحة نووية منذ منتصف الثمانينيات. واصلت الولايات المتحدة تصديق أن باكستان لم تكن تمتلك مثل هذه الأسلحة حتى عام 1990، عندما فُرضت العقوبات بموجب تعديل بريسلر، مما أدى إلى قطع المساعدة الاقتصادية والعسكرية الأمريكية لباكستان. في عام 1998 أجرت باكستان تجاربها النووية الست الأولى في منطقة تلال راس كوه ردًا على التجارب الخمس التي أجرتها الهند قبل أسابيع قليلة.
في عام 2004، اعترف عالم المعادن الباكستاني عبد القدير خان وهو شخصية رئيسية في برنامج الأسلحة النووية الباكستاني بترأسه لحلقة سوق سوداء دولية متورطة في بيع تكنولوجيا الأسلحة النووية. كان خان يبيع تكنولوجيا أجهزة الطرد المركزي بشكل خاص إلى كوريا الشمالية وإيران وليبيا، ونفى تورط الحكومة الباكستانية أو الجيش الباكستاني في هذه العملية، لكن الصحفيين ومسؤولي الوكالة الدولية للطاقة الذرية شككوا في ذلك وتناقضت فيما بعد تصريحات خان مع نفسه.
قُدر أن لدى باكستان حوالي 140 رأسًا حربيًا في أوائل عام 2013، توقع مراقبون في نوفمبر 2014 أن باكستان وبحلول عام 2020 سيكون لديها ما يكفي من المواد الانشطارية لإنتاج 200 رأس حربي نووي. قدّر معهد ستوكهولم الدولي لأبحاث السلام أن باكستان تمتلك حوالي 170 رأس حربي في عام 2024.

### كوريا الشمالية
كانت كوريا الشمالية طرفًا في معاهدة الحد من انتشار الأسلحة النووية، لكنها انسحبت منها في 10 يناير 2003، بعد أن اتهمتها الولايات المتحدة بامتلاك برنامج سري لتخصيب اليورانيوم وقطعت مساعدات الطاقة بموجب إطار العمل المتفق عليه بين الدولتين منذ عام 1994. زعمت كوريا الشمالية في فبراير 2005 أنها تمتلك أسلحة نووية فعالة على الرغم من عدم قيامها بأي اختبار في ذلك الوقت، مما أثار شكوك العديد من الخبراء في مدى صحة هذا الادعاء. صرحت كوريا الشمالية في أكتوبر 2006 أنها ستجري تجربة نووية لتأكيد قدرتها النووي رداً على التهديد المتزايد من قبل الولايات المتحدة. أعلنت كوريا الشمالية عن تجربتها النووية الناجحة في 9 أكتوبر 2006 (انظر تجربة كوريا الشمالية النووية عام 2006 [الإنجليزية]). يعتقد معظم مسؤولي المخابرات الأمريكية أن الاختبار ربما كان ناجحًا جزئيًا فقط وبقوة أقل من كيلوطن. أجرت كوريا الشمالية اختبارًا ثانيًا عالي القوة في 25 مايو 2009 (انظر تجربة كوريا الشمالية النووية عام 2009) واختبارًا ثالثًا بقوة أعلى في 12 فبراير 2013 (انظر تجربة كوريا الشمالية النووية عام 2013 [الإنجليزية]).
زعمت كوريا الشمالية أنها أجرت أول اختبار لقنبلة هيدروجينية في 5 يناير 2016 على أن قياسات الاضطرابات الزلزالية تشير إلى أن الانفجار لم يكن ناتجا عن انفجار قنبلة هيدروجينية. في 3 سبتمبر 2017 تسبب تفجير قامت به كوريا الشمالية في 3 سبتمبر 2017 بهزة أرضية بقوة 6.1 درجات وهو ما يتوافق مع انفجار قنبلة هيدروجينية منخفضة الطاقة، قدرت هيئة رصد الزلازل النرويجية [الإنجليزية] أن قوة التفجير تعادل 250 كيلو طن من مادة تي إن تي. أعلنت كوريا الشمالية وقف في 2018 تجارب الأسلحة النووية وقدمت التزامًا مشروطًا بنزع السلاح النووي من شبه الجزيرة الكورية؛ لكن أشارت في ديسمبر 2019 إلى أنها لم تعد تعتبر نفسها ملزمة بوقف هذا النوع من التجارب.
أعلن كيم جونغ أون رسميًا أن كوريا الشمالية دولة تمتلك أسلحة نووية خلال خطاب ألقاه في 9 سبتمبر 2022 في ذكرى يوم تأسيس البلاد.
يذكر معهد ستوكهولم الدولي لأبحاث السلام أن البرنامج النووي العسكري لكوريا الشمالية محوري في استراتيجية الأمن القومي وربما تكون قد جمعت ما يصل إلى 30 سلاحاً نووياً وبإمكانها إنتاج المزيد. أجرت كوريا الشمالية أكثر من 90 اختبارًا للصواريخ الباليستية في عام 2022، وهو أعلى رقم أجرته على الإطلاق في عام واحد.

## الدول التي يعتقد أنها تمتلك أسلحة نووية

### إسرائيل
يُعتقد على نطاق واسع أن إسرائيل كانت الدولة السادسة في العالم التي طورت أسلحة نووية لكنها لم تعترف بقوتها النووية. كان لدى إسرائيل أسلحة نووية بدائية لكنها قابلة للتسليم ومتاحة منذ عام 1966. لم توقع إسرائيل على معاهدة الحد من انتشار الأسلحة النووية، وتتبع سياسة الغموض الإستراتيجي [الإنجليزية] قائلة إنها لن تكون الدولة الأولى التي تدخل أسلحة نووية إلى المنطقة، لكنها ترفض في الوقت نفسه تأكيد أو نفي وجود برنامج أو ترسانة أسلحة نووية. تم تفسير سياسة «التعتيم النووي» هذه على أنها محاولة للحصول على فوائد الردع بأقل تكلفة سياسية. بسبب الحظر الأمريكي على تمويل الدول التي تمتلك أسلحة الدمار الشامل ستخسر إسرائيل حوالي 2 مليار دولار سنويًا من المساعدات العسكرية وغيرها من المساعدات الأمريكية إذا اعترفت بامتلاك أسلحة نووية.
ذكر مجلس الدفاع عن الموارد الطبيعية واتحاد العلماء الأمريكيين من المحتمل أن إسرائيل تمتلك حوالي 75-200 سلاح نووي. يقدر معهد ستوكهولم الدولي لأبحاث السلام أن لدى إسرائيل ما يقارب من 80 سلاحًا نوويًا صالح للاستخدام، منها 50 مخصصة للتسليم بواسطة صواريخ أريحا 2 الباليستية متوسطة المدى و30 قنبلة غير موجهة يمكن نقلها بالطائرات. كما أفاد معهد ستوكهولم لبحوث السلام عن تجدد التكهنات في عام 2012 بأن إسرائيل ربما طورت أيضًا صواريخ كروز ذات القدرة النووية التي تُطلق من الغواصات.
قال وزير التراث عميحاي إلياهو في 7 نوفمبر 2023 خلال مقابلة إذاعية إن الخيار النووي سيكون "أحد السبل" للتعامل مع غزة. انتقدت الولايات المتحدة وروسيا تصريحاته، وعُلقت عضوية إلياهو في الحكومة الإسرائيلية.

## سلطة استخدام السلاح النووي
يقتصر قرار استخدام الأسلحة النووية غالبا على شخص واحد أو مجموعة صغيرة من الأشخاص. في الولايات المتحدة وفرنسا تتطلب موافقة الرئيس على استخدام الأسلحة النووية. في الولايات المتحدة يحمل مساعد قريب للرئيس الأمريكي ما يسمى (حقيبة الطوارئ) الرئاسية التي تسمح لرئيس الولايات المتحدة بإعطاء أمر تنفيذ هجوم نووي في حال كان بعيداً عن مراكز القيادة الثابتة مثل غرفة العمليات بالبيت الأبيض أو مركز عمليات الطوارئ الرئاسي. أما في المملكة المتحدة فإن قرار استخدام الأسلحة النووية يعود للملك ورئيس الوزراء. بالنسبة للصين فإن المعلومات الواردة غير واضحة، لكن يُعتقد بشكل عام أن إطلاق الأسلحة النووية يعود إلى ما يسمى (اللجنة الدائمة للمكتب السياسي للجنة المركزية). في روسيا فإن قرار استخدام الأسلحة النووية يعود إلى الرئيس الروسي، لكنه قد يتطلب أيضًا موافقة وزير الدفاع ورئيس هيئة الأركان العامة، كما يمكن أيضًا إطلاق الأسلحة النووية باستخدام نظام اليد الميتة الآلي. في كوريا الشمالية، الرئيس فقط من له الحق في إعطاء أوامر استخدام السلاح النووي. أما في الهند وباكستان وإسرائيل فهناك لجان لاتخاذ مثل هذا القرار.
تفوض بعض الدول سلطة التسليم للعسكريين في حالة عجز سلطة التسليم المعتادة. يُفوض بعض القادة العسكريين في الولايات المتحدة بسلطة إطلاق الأسلحة النووية "عندما لا يسمح الوقت وتصبح الظروف الملحة بشكل لا يسمح باتخاذ قرار محدد من الرئيس". يوجد في روسيا نظام اليد الميتة شبه الآلي والذي قد يسمح للقادة العسكريين بالتصرف بناءً على معايير معينة محددة مسبقًا. يُصدر لقادة الغواصات البريطانية المسلحة نوويًا "خطابات الملاذ الأخير" التي كتبها رئيس الوزراء والتي تحتوي على تعليمات سرية قد تمنحهم أو لا تمنحهم سلطة الإطلاق.
| البلد            | سلطة استخدام السلاح النووي        | ملاحظات                                                                                                 |
| ---------------- | --------------------------------- | --- |
| الولايات المتحدة | رئيس الولايات المتحدة             | انظر كرة القدم النووية.                                                                                 |
| روسيا            | رئيس روسيا                        | يجوز إصدار حقائب نووية لوزير الدفاع ورئيس هيئة الأركان العامة.                                          |
| المملكة المتحدة  | الملكية البريطانية                | يجوز لرئيس الوزراء والشخص الذي يليه الذي يعين سرا أن يصدرا أمر الإطلاق، ولكن قد يطعن البرلمان في الأمر. |
| فرنسا            | رئيس فرنسا                        | يمكن أيضًا أن يشارك رئيس الأركان العسكرية لرئيس الجمهورية ورئيس أركان الدفاع في اتخاذ القرار             |
| الصين            | اللجنة العسكرية المركزية          | رئيس اللجنة العسكرية المركزية هو أيضا القائد الأعلى للقوات المسلحة                                      |
| الهند            | رئيس الهند                        | سلطة القيادة النووية [الإنجليزية] التي تضم مجلس تنفيذي ومجلس سياسي.                                     |
| باكستان          | هيئة القيادة الوطنية [الإنجليزية] | يتطلب إجماع أعضاء المجلس.                                                                               |
| كوريا الشمالية   | القائد الأعلى                     | القائد الأعلى هو صاحب القرار النهائي فيما يتعلق بالترسانة النووية لكوريا الشمالية.                      |
| إسرائيل          | رئيس وزراء إسرائيل                | يتطلب موافقة وزير الدفاع ورئيس الأركان العامة.                                                          |

## مشاركة الأسلحة النووية

### الأسلحة النووية التي تشاركها الولايات المتحدة
| الدولة  | القاعدة              | عدد الرؤوس النووية |
| ------- | -------------------- | ------------------ |
| بلجيكا  | Kleine Brogel        | 20                 |
| ألمانيا | Büchel               | 20                 |
| إيطاليا | قاعدة أفيانو الجوية  | 20                 |
| إيطاليا | Ghedi                | 20                 |
| هولندا  | Volkel               | 20                 |
| تركيا   | قاعدة إنجرليك الجوية | 20                 |
|         |                      | 100                |

قدمت الولايات المتحدة أسلحة نووية إلى بلجيكا وألمانيا وإيطاليا وهولندا وتركيا لنشرها وتخزينها في إطار خطة المشاركة النووية في حلف شمال الأطلسي. تتضمن الخطة تدريب الطيارين وغيرهم من العاملين في دول الناتو "غير النووية" على التعامل مع القنابل النووية الأمريكية وإطلاقها وتهيئة الطائرات الحربية غير الأمريكية على تسليمها. بما أن جميع الأسلحة النووية الأمريكية محمية فلا يمكن للدول المضيفة استخدام الأسلحة النووية دون رموز ترخيص من وزارة الدفاع الأمريكية. اعترف الرئيس الإيطالي السابق فرانشيسكو كوسيغا بوجود أسلحة نووية أمريكية في إيطاليا. نشرت الولاية المتحدة أسلحة نووية أيضًا في كندا واليونان في عام 1963، ثم سحبت ثلاثة من أنظمة السلاح الأربعة النووية الموجودة في كندا عام 1972 والنظام الأخير في 1984، سحبت كل الأسلحة النووية الموجودة في اليونان قبل عام 2001. تحتفظ الولايات المتحدة بحوالي 100 سلاح نووي في أوروبا اعتبارا من 2021، كما هو موضح في الجدول السابق.

### الأسلحة التي تشاركها روسيا
| الدولة  | القاعدة الجوية | عدد الرؤوس الحربية |
| ------- | -------------- | ------------------ |
| بيلاروس | Probably Lida  | ~130               |

قال قادة روسيا وبيلاروس في يونيو 2023 وجود "عدد" من الأسلحة النووية" الروسية في بيلاروس. أكدت مصادر معادية لهذه الدول أن الرؤوس النووية نقلت فعلا إلى بيلاروس لكن في أغسطس 2023. نية روسيا المعلنة هي تزويد بيلاروسيا بنظامين للتسليم هما: صواريخ إسكندر-إم طائرات سوخوي سو-25 البيلاروسية وإجراء التعديلات اللازمة بهما لكي ليحملوا أسلحة نووية.
ذكر الرئيس الروسي فلاديمير بوتين أن نشر الأسلحة الروسية في بيلاروس يعادل نشر الأسلحة النووية الأمريكية لحلفاء الناتو في أوروبا بموجب القانون الدولي.

### انتقاد مشاركة الأسلحة النووية
دعا أعضاء حركة عدم الانحياز كافة الدول إلى "الامتناع عن مشاركة الأسلحة النووية في ظل أي نوع من الترتيبات الأمنية". انتقد معهد الدراسات الاستراتيجية إسلام أباد (ISSI) تقاسم الأسلحة كونها بحسب زعمه تنتهك المادتين الأولى والثانية من معاهدة حظر الانتشار النووي بحجة أن "هذه المواد لا يُسمح للدول التي تمتلكها بتفويض السيطرة عليها للدول الأخرى بشكل مباشر أو غير مباشر"". بينما قال الناتو أن تقاسم الأسلحة يتوافق مع معاهدة حظر الانتشار النووي لأن "الأسلحة النووية الأمريكية الموجودة في أوروبا هي تمتلكها الولايات المتحدة وحدها وتخضع تحت وصايتها وسيطرتها المستمرة والكاملة".

## الدول التي امتلكت أسلحة نووية سابقًا
كانت الأسلحة النووية حاضرة في العديد من الدول، التي استُخدمت أراضيها من قبل دول أخرى لإطلاق برامج وتجارب الأسلحة النووية. وفي مرة واحدة فقط تخلت دولة عن أسلحتها النووية. تسبب انهيار الاتحاد السوفيتي بظهور العديد من دول ما بعد الاتحاد السوفيتي التي أصبحت تلقائيا تمتلك أسلحة نووية لكن بدون قدرتها على التحكم بها كونها تستخدم روابط العمل الإلكترونية التي تملكها روسيا.

### جنوب أفريقيا
أنتجت جنوب إفريقيا ستة أسلحة نووية في الثمانينيات، لكنها فككتها في أوائل التسعينيات. كشف عن تجربة نووية سرية مفترضة في المحيط الهندي أُطلق عليها اسم (حادثة فيلا) في عام 1979. لطالما تم التكهن بأنه كان اختبارًا من قبل إسرائيل بالتعاون مع ودعم جنوب إفريقيا ولكن هذه الادعاءات لم يتم تأكيدها مطلقًا. تمكنت جنوب إفريقيا من صناعة قنبلة نووية في نوفمبر 1979 بعد شهرين تقريبًا من حادثة فيلا. انضمت جنوب إفريقيا إلى معاهدة الحد من انتشار الأسلحة النووية في عام 1991.

### الجمهوريات السوفيتية السابقة
- كان لدى بيلاروسيا 81 صاروخًا ذا رأس حربي مفرد متمركز على أراضيها بعد تفكك الاتحاد السوفيتي في عام 1991 نقلت جميعها إلى روسيا بحلول عام 1996. وفي مايو 1992 انضمت بيلاروسيا إلى معاهدة عدم انتشار الأسلحة النووية.[140] أجرت بيلاروسيا استفتاءً دستوريًا في 28 فبراير 2022 أسقطت فيه صفتها كدولة «غير نووية» في ضوء الغزو الروسي لأوكرانيا عام 2022.[141]

- ورثت كازاخستان 1400 سلاح نووي من الاتحاد السوفيتي، ونقلتها جميعها إلى روسيا بحلول عام 1995. ومنذ ذلك الحين انضمت كازاخستان إلى معاهدة حظر انتشار الأسلحة النووية.[142]

- انضمت أوكرانيا إلى معاهدة الحد من انتشار الأسلحة النووية. وورثت ما يصل إلى 3000 سلاح نووي عندما استقلت عن الاتحاد السوفيتي في عام 1991، مما جعل ترسانتها النووية ثالث أكبر ترسانة نووية في العالم.[143] وافقت أوكرانيا في عام 1994 على التخلص من جميع الأسلحة النووية داخل أراضيها بشرط احترام حدودها كما نصت مذكرة بودابست للضمانات الأمنية. أزيلت الرؤوس الحربية من أوكرانيا بحلول عام 1996 وتم تفكيكها في روسيا.[144] وعلى ضم روسيا لشبه جزيرة القرم في عام 2014، أكدت أوكرانيا مجددًا بأنها لا تزال متمسكة بقرارها عام 1994 بالانضمام إلى معاهدة عدم انتشار الأسلحة النووية كدولة غير حائزة للأسلحة النووية.[145]

تلقت البلدان الثلاثة ضمانات باحترام سيادتها واستقلالها وسلامة أراضيها بعد انضمامها إلى معاهدة منع الانتشار النووي كما ورد في مذكرة بودابست للضمانات الأمنية. انتهكت روسيا هذه الاتفاقية منذ بدأت الحرب الروسية الأوكرانية في عام 2014 والتي ضمت فيها روسيا شبه جزيرة القرم واحتلت شرق أوكرانيا، ثم غزت بقية البلاد في عام 2022.

### حلفاء الولايات المتحدة
نشرت الولايات المتحدة أسلحة نووية حتى التسعينيات خارج أراضيها في دول حلفائها.

#### الفلبين
خزنت الولايات المتحدة رؤوس حربية نووية سرًا في الفلبين في فترة الحرب الباردة وتحديدًا خلال رئاسة فرديناند ماركوس من عام 1965 إلى عام 1986.

#### كندا
قامت الولايات المتحدة بنشر أسلحة نووية في قاعدة CFB Goose Bay في لابرادور بين عامي 1964 و1984.

## ثبت المراجع
- International Institute for Strategic Studies (7 مارس 2012). Hackett، James (المحرر). The Military Balance 2012. London, England: روتليدج (دار نشر). ISBN:978-1857436426.
- Farr، Warner D. (سبتمبر 1999)، The Third Temple's holy of holies: Israel's nuclear weapons، The Counterproliferation Papers, Future Warfare Series، USAF Counterproliferation Center, Air War College, Air University, Maxwell Air Force Base، ج. 2، مؤرشف من الأصل في 2015-04-04، اطلع عليه بتاريخ 2006-07-02.
- Philipp C. Bleek, “When Did (and Didn’t) States Proliferate? Chronicling the Spread of Nuclear Weapons,” Discussion Paper (Cambridge, MA: Project on Managing the Atom, Belfer Center for Science and International Affairs, June 2017).